# Чемпионат мира по фристайлу и сноуборду 2021
Чемпионат мира по фристайлу и сноуборду 2021 года — 4-й совместный чемпионат мира по фристайлу и сноуборду, который должен был состояться с 18 по 28 февраля в китайском городе Чжанцзякоу под эгидой Международной федерации лыжного спорта (FIS). Китай впервые должен был принять чемпионат мира по сноуборду и впервые чемпионат мира по фристайлу. Однако из-за угрозы распространения пандемии COVID-19 соревнования были перенесены на другие различные трассы в Швецию, США, Словению и Казахстан. Соревнования проходили с 11 февраля по 16 марта.
На чемпионате разыгрывались 28 комплектов медалей (по 6 среди мужчин и женщин в сноуборде; по 7 у мужчин и женщин во фристайле; и 2 в смешанных командных дисциплинах (сноуборд-кроссе и акробатике)). Изменений в программе по сравнению с прошлым объединённым чемпионатом мира нет.
- Идре, Швеция — соревнования по ски-кроссу, сноуборд-кроссу и смешанному командному сноуборд-кроссу;
- Рогла, Словения — соревнования по параллельному гигантскому слалому и по параллельному слалому в сноуборде;
- Чимбулак, Алма-Ата, Казахстан — соревнования по могулу, параллельному могулу, акробатическим прыжкам и командной акробатике.
- Аспен, США — соревнования по биг-эйру, хафпайпу и слоупстайлу у сноубордистов и лыжников.

Спортсмены сборной России выступили на турнире под флагом Олимпийского комитета России в составе команды RSF (Russian Ski Federation). На форме спортсменов должна была отсутствовать национальная символика. Исполнение государственного гимна России было запрещено в какой-либо официальной зоне чемпионата мира, вместо гимна России использовался гимн Международной федерации лыжного спорта (FIS). FIS ввел данные ограничения в свете решения Спортивного арбитражного суда (CAS) об отстранении России от Олимпиад и чемпионатов мира на два года.
Российские спортсмены впервые победили в неофициальном общекомандном зачёте, повторив два рекорда объединённого чемпионата мира — по числу золотых медалей (6) и по количеству выигранных наград (14). Оба достижения принадлежали ранее сборной США. Кроме того, россияне впервые одержали победы в трёх дисциплинах фристайла: в женских параллельном могуле и биг-эйре, а также в командной акробатике.

## Призёры

### Фристайл

#### Мужчины
| Дисциплина                       | Дата       | Золото                      | Серебро               | Бронза                   |
| Могул см. подробнее              | 08.03.2021 | Микаэль Кингсбери Канада    | Бенжамен Каве Франция | Павел Колмаков Казахстан |
| Параллельный могул см. подробнее | 09.03.2021 | Микаэль Кингсбери Канада    | Мэтт Грэм Австралия   | Икума Хорисима Япония    |
| Акробатика см. подробнее         | 10.03.2021 | Максим Буров Команда РСФ    | Кристофер Лайллис США | Павел Кротов Команда РСФ |
| Хафпайп см. подробнее            | 12.03.2021 | Нико Портеус Новая Зеландия | Симон Д’Артуа Канада  | Бирк Ирвинг США          |
| Ски-кросс см. подробнее          | 13.02.2021 | Алекс Фива Швейцария        | Франсуа Плас Франция  | Эрик Моберг Швеция       |
| Слоупстайл см. подробнее         | 13.03.2021 | Андри Рагеттли Швейцария    | Колби Стивенсон США   | Алекс Холл США           |
| Биг-эйр см. подробнее            | 16.03.2021 | Оливер Магнуссон Швеция     | Эдуар Террио Канада   | Ким Губсер Швейцария     |

#### Женщины
| Дисциплина                       | Дата       | Золото                         | Серебро                        | Бронза                         |
| Могул см. подробнее              | 08.03.2021 | Перрин Лаффон Франция          | Юлия Галышева Казахстан        | Анастасия Смирнова Команда РСФ |
| Параллельный могул см. подробнее | 09.03.2021 | Анастасия Смирнова Команда РСФ | Виктория Лазаренко Команда РСФ | Анастасия Городко Казахстан    |
| Акробатика см. подробнее         | 10.03.2021 | Лора Пил Австралия             | Эшли Колдуэлл США              | Любовь Никитина Команда РСФ    |
| Хафпайп см. подробнее            | 12.03.2021 | Эйлин Гу Китай                 | Рейчел Каркер Канада           | Зои Аткин Великобритания       |
| Ски-кросс см. подробнее          | 13.02.2021 | Сандра Неслунд Швеция          | Фанни Смит Швейцария           | Ализе Барон Франция            |
| Слоупстайл см. подробнее         | 13.03.2021 | Эйлин Гу Китай                 | Матильда Гремо Швейцария       | Меган Олдем Канада             |
| Биг-эйр см. подробнее            | 16.03.2021 | Анастасия Таталина Команда РСФ | Лана Прусакова Команда РСФ     | Эйлин Гу Китай                 |

#### Микст
| Дисциплина                         | Дата       | Золото                                                | Серебро                                            | Бронза                                                 |
| Командная акробатика см. подробнее | 11.03.2021 | Команда РСФ Любовь Никитина Павел Кротов Максим Буров | Швейцария · Кароль Бувар · Пирмин Вернер · Ноэ Рот | США · Эшли Колдуэлл · Эрик Лоугрэн · Кристофер Лайллис |

### Сноуборд

#### Мужчины
| Дисциплина                                   | Дата       | Золото                      | Серебро                     | Бронза                      |
| Слоупстайл см. подробнее                     | 12.03.2021 | Маркус Клевеланн Норвегия   | Себастьен Тутан Канада      | Рене Риннекангас Финляндия  |
| Хафпайп см. подробнее                        | 13.03.2021 | Юто Тоцука Япония           | Скотти Джеймс Австралия     | Ян Шеррер Швейцария         |
| Сноуборд-кросс см. подробнее                 | 11.02.2021 | Лукас Эгибар Испания        | Алессандро Хеммерле Австрия | Элиот Гронден Канада        |
| Параллельный слалом см. подробнее            | 02.03.2021 | Бенджамин Карл Австрия      | Андреас Проммеггер Австрия  | Дмитрий Логинов Команда РСФ |
| Параллельный гигантский слалом см. подробнее | 01.03.2021 | Дмитрий Логинов Команда РСФ | Роланд Фишналлер Италия     | Андрей Соболев Команда РСФ  |
| Биг-эйр см. подробнее                        | 16.03.2021 | Марк Макморрис Канада       | Максанс Парро Канада        | Маркус Клевеланн Норвегия   |

#### Женщины
| Дисциплина                                   | Дата       | Золото                              | Серебро                             | Бронза                    |
| Слоупстайл см. подробнее                     | 12.03.2021 | Зои Садовски-Синнотт Новая Зеландия | Джейми Андерсон США                 | Тесс Коуди Австралия      |
| Хафпайп см. подробнее                        | 13.03.2021 | Хлоя Ким США                        | Мэдди Мастро США                    | Керальт Кастельет Испания |
| Сноуборд-кросс см. подробнее                 | 11.02.2021 | Шарлотта Бэнкс Великобритания       | Микела Мойоли Италия                | Ева Самкова Чехия         |
| Параллельный слалом см. подробнее            | 02.03.2021 | София Надыршина Команда РСФ         | Рамона Терезия Хофмайстер Германия  | Селина Йёрг Германия      |
| Параллельный гигантский слалом см. подробнее | 01.03.2021 | Селина Йёрг Германия                | София Надыршина Команда РСФ         | Юлия Дуймовиц Австрия     |
| Биг-эйр см. подробнее                        | 16.03.2021 | Лори Блуэн Канада                   | Зои Садовски-Синнотт Новая Зеландия | Мияби Оницука Япония      |

#### Микст
| Дисциплина                             | Дата       | Золото                                    | Серебро                                    | Бронза                                                   |
| Командный сноуборд-кросс см. подробнее | 12.02.2021 | Австралия · Джаррид Хьюз · Белле Брокхофф | Италия · Лоренцо Соммарива · Микела Мойоли | Франция · Лео Ле Бле Жак · Жюлия Перейра де Соуза Мабило |

## Медальный зачёт
(Жирным шрифтом выделено самое большое количество медалей в своей категории; принимающие страны также выделены)
| Общее количество медалей | Общее количество медалей | Общее количество медалей | Общее количество медалей | Общее количество медалей | Общее количество медалей |
| Место                    | Страна                   | Золото                   | Серебро                  | Бронза                   | Всего                    |
| ------------------------ | ------------------------ | ------------------------ | ------------------------ | ------------------------ | ------------------------ |
| 1                        | Команда РСФ              | 6                        | 3                        | 5                        | 14                       |
| 2                        | Канада                   | 4                        | 5                        | 2                        | 11                       |
| 3                        | Швейцария                | 2                        | 3                        | 2                        | 7                        |
| 4                        | Австралия                | 2                        | 2                        | 1                        | 5                        |
| 5                        | Новая Зеландия           | 2                        | 1                        | 0                        | 3                        |
| 6                        | Китай                    | 2                        | 0                        | 1                        | 3                        |
| 6                        | Швеция                   | 2                        | 0                        | 1                        | 3                        |
| 8                        | США                      | 1                        | 5                        | 3                        | 9                        |
| 9                        | Франция                  | 1                        | 2                        | 2                        | 5                        |
| 10                       | Австрия                  | 1                        | 2                        | 1                        | 4                        |
| 11                       | Германия                 | 1                        | 1                        | 1                        | 3                        |
| 12                       | Япония                   | 1                        | 0                        | 2                        | 3                        |
| 13                       | Великобритания           | 1                        | 0                        | 1                        | 2                        |
| 13                       | Испания                  | 1                        | 0                        | 1                        | 2                        |
| 13                       | Норвегия                 | 1                        | 0                        | 1                        | 2                        |
| 16                       | Италия                   | 0                        | 3                        | 0                        | 3                        |
| 17                       | Казахстан                | 0                        | 1                        | 2                        | 3                        |
| 18                       | Финляндия                | 0                        | 0                        | 1                        | 1                        |
| 18                       | Чехия                    | 0                        | 0                        | 1                        | 1                        |
| Всего стран: 19          | Всего стран: 19          | 28                       | 28                       | 28                       | 84                       |